# بول بوكانان (مصارع محترف)
بول بوكانان (بالإنجليزية: Barry Buchanan)‏ هو مصارع محترف أمريكي، ولد في 15 يناير 1968 في بودون في الولايات المتحدة.

## وصلات خارجية
- بول بوكانان على موقع WrestlingData.com (الإنجليزية)
- بول بوكانان على موقع CageMatch worker (الإنجليزية)
- بول بوكانان على موقع قاعدة بيانات المصارعة على الإنترنت (الإنجليزية)
- بول بوكانان على موقع عالم المصارعة على الإنترنت (الإنجليزية)
- بول بوكانان على موقع عالم المصارعة على الإنترنت (الإنجليزية)

- بول بوكانان على موقع IMDb (الإنجليزية)
- بول بوكانان على موقع قاعدة بيانات الفيلم (الإنجليزية)